# Liste der Kulturdenkmäler in Heidenburg
In der Liste der Kulturdenkmäler in Heidenburg sind alle Kulturdenkmäler der rheinland-pfälzischen Ortsgemeinde Heidenburg aufgeführt. Grundlage ist die Denkmalliste des Landes Rheinland-Pfalz (Stand: 10. August 2023).

## Einzeldenkmäler
| Bezeichnung                         | Lage                                                | Baujahr                  | Beschreibung | Bild                           |
| ----------------------------------- | --------------------------------------------------- | ------------------------ | --- | ------------------------------ |
| Wegekreuz                           | Brunnenstraße, an Nr. 21 Lage                       | 1850                     | klassizistisches Schaftkreuz, Rotsandstein, bezeichnet 1850 | BW                             |
| Wegekreuz                           | Kirchstraße, an Nr. 1 Lage                          | 1714                     | Schaftkreuz, bezeichnet 1714 | BW                             |
| Katholische Pfarrkirche St. Michael | Kirchstraße 31 Lage                                 | 1865–67                  | neugotischer Saalbau, 1865–67 | weitere Bilder Fotos hochladen |
| Friedhofskapelle                    | Kirchstraße, gegenüber Nr. 31 auf dem Friedhof Lage | 16. Jahrhundert          | ehemals katholische Pfarrkirche St. Michael; spätgotischer Chor; östlich der Kapelle: neugotisches Pfarrergrabmal, bezeichnet 1906; Schaftkreuz, Rotsandstein, wohl aus der ersten Hälfte des 19. Jahrhunderts | BW                             |
| Wegekreuz                           | Stallergarten, bei Nr. 27 Lage                      | 1950                     | Holzkreuz, bezeichnet 1950 | BW                             |
| Wegekreuz                           | nordwestlich des Ortes an der K 76 Lage             |                          | Holzkreuz | BW                             |
| Kriegerdenkmal                      | südöstlich des Ortes an der K 76 Lage               | 1920er oder 1930er Jahre | Kriegerdenkmal 1914/18; Nische mit Figur des hl. Josef | BW                             |
| Wegekreuz                           | südöstlich des Ortes an der K 76 Lage               |                          | Holzkreuz | BW                             |
| Wegekreuz                           | südwestlich des Ortes an der K 138 Lage             | 1866                     | klassizistisches Sockelkreuz, bezeichnet 1866 | BW                             |